# NGC 1664
NGC 1664 是御夫座的一個疏散星团。它的总质量约为640个太阳质量。它的潮汐半徑為43 ly（13.2 pc）。NGC 1664的年龄为 675 ± 50 Myr。NGC 1664由大约150颗恒星组成。NGC 1664于1786年10月24日由弗里德里希·威廉·赫歇爾发现。